# Gustavo Adolfo Bécquer

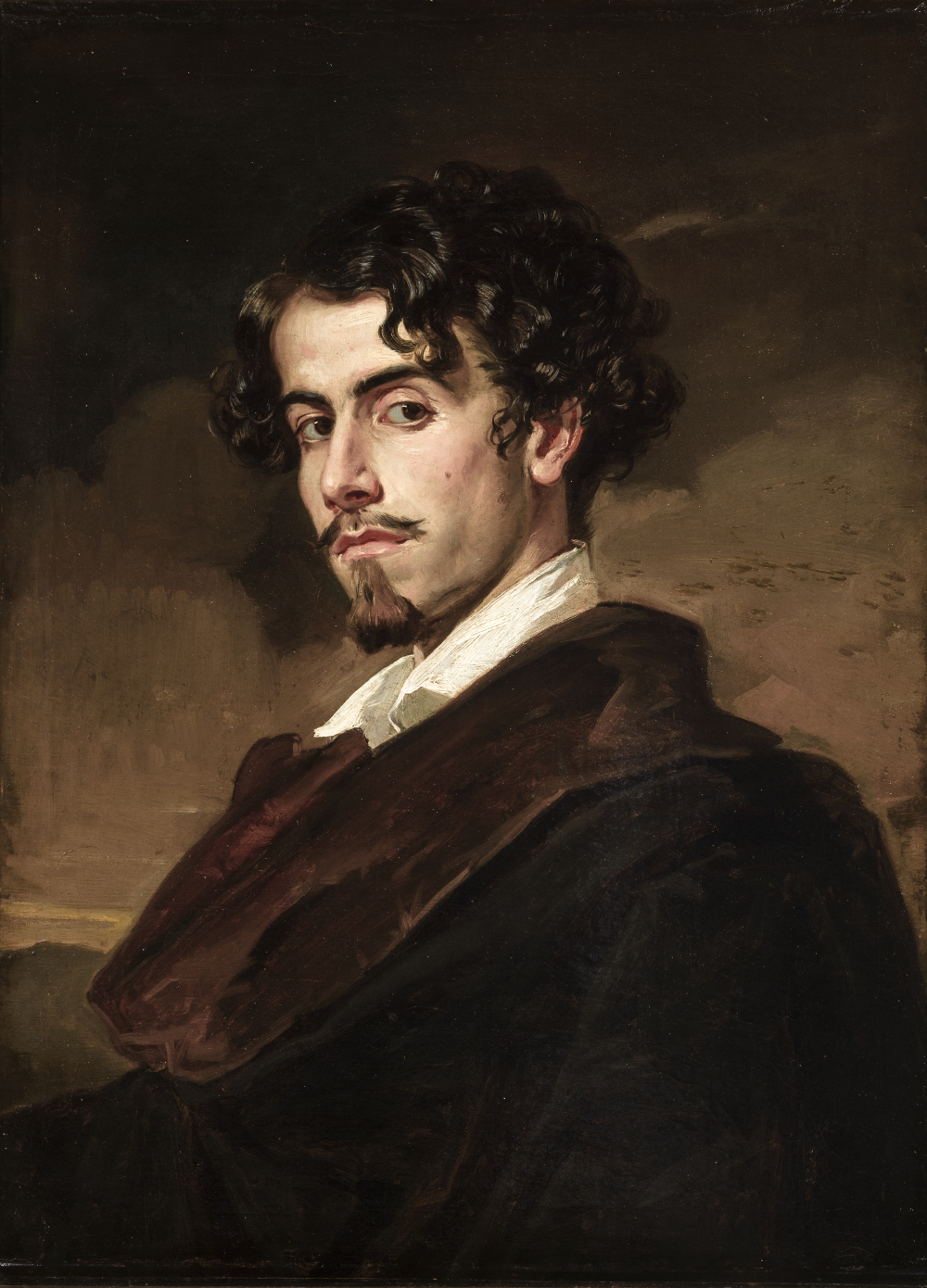
Gustavo Adolfo Bécquer, pictat de fratele său

Gustavo Adolfo Domínguez Bastida, cunoscut ca Gustavo Adolfo Bécquer (a adoptat acest nume după modelul fratelui său, pictorul Valeriano Bécquer) (n. 17 februarie 1836, Sevilla - d. 22 decembrie 1870, Madrid) a fost un poet și narator spaniol, aparținând romantismului târziu.

## Viața
S-a născut în Sevilla ca fiul pictorului José Domínguez Insausti, care își semna lucrările José Domínguez Bécquer, după numele de familie al bunicii sale. Mama poetului se numea Joaquina Bastida de Vargas. Pe linia paternă era descendentul unei familii de nobili flamanzi, Becker o Bécquer, care practicau comerțul și care s-au stabilit în capitala andaluză în secolul al XVI-lea. O dovadă a prestigiului lor este faptul că aveau drept de înmormântare într-o capelă a catedralei din Sevilla, încă din 1622.
Casa sa natală nu mai există. A fost botezat în parohia San Lorenzo Mártir. Tatăl său a fost un pictor costumbrist andaluz, iar atât Gustavo Adolfo, cât și fratele său Valeriano, erau foarte talentați la desen. Dar tatăl lor a murit pe 26 ianuarie 1841, pe când Gustavo Adolfo avea doar cinci ani. În 1846, la zece ani, Gustavo Adolfo a intrat în Colegio de Náutica de San Telmo, din Sevilla, unde l-a avut ca profesor pe Francisco Rodríguez Zapata, discipol al marelui poet Alberto Lista. În același timp se împrietenește cu Narciso Campillo, și el preocupat de literatură. Dar pe 27 februarie 1847 frații Bécquer au rămas orfani și de mamă, fiind adoptați de mătușa lor María Bastida și de Juan de Vargas, care s-au ocupat de nepoții lor, între care s-a format o legătura din ce în ce mai strânsă. De altfel cei doi frați aveau să întreprindă multe călătorii împreună.